# Gallipoli (Film)
Gallipoli, auch bekannt als Gallipoli – An die Hölle verraten, ist ein australischer Kriegsfilm des Regisseurs Peter Weir aus dem Jahr 1981, dem die Geschehnisse der Schlacht von Gallipoli im August 1915 während des Ersten Weltkrieges zu Grunde liegen.

## Handlung
Archy lebt auf einer Ranch in West-Australien und trainiert als Kurzstreckenläufer. Frank arbeitet bei der Eisenbahn. Bei einem Laufwettbewerb lernen sich beide kennen. Archy will sich zur Armee melden, doch er ist unter 21. Die beiden Freunde steigen auf einen Güterzug, der nach Perth, Franks Heimatstadt, fährt, wo niemand Archys Alter kennt. Als der Zug auf einem Nebengleis stehenbleibt, müssen die beiden zu Fuß weiter durch die Wüste. Während des Marsches unterhalten sie sich über den Krieg in Europa. Archy will dabei sein und kämpfen. Für Frank ist der Krieg eine rein britische Angelegenheit. In Perth angekommen, ändert Frank seine Meinung und schreibt sich mit ein.
Die australische Armee hat ein Trainingslager außerhalb von Kairo. Am letzten Abend der Ausbildung schleichen sich Frank und Archy auf einem Offiziersball ein und feiern dort unbeschwert und ausgelassen. Am nächsten Morgen geht es in die Türkei. Die Truppen landen auf der Halbinsel Gallipoli. Eine andere Abteilung, in der sich einige Freunde von Frank befinden, trifft auf türkische Truppen und liefert sich einen Kampf mit ihnen. Einer der überlebenden Freunde schildert Frank, was geschah.
Am nächsten Morgen wird Frank als Meldeläufer für den Regimentskommandeur Major Barton ausgesucht. Frank erfährt, dass die Australier die Türken von der Landung der Briten in der Suvlabucht ablenken sollen. Die Australier greifen in drei Wellen an, dabei geraten sie unter schweres Feuer der Türken. Trotz großer Verluste wird der Angriff weiter geführt. Als die Leitungen des Feldtelefones zusammenbrechen, wird Frank mit einer Nachricht zu Colonel Robinson geschickt. Als Frank beim Colonel ankommt, lässt der seine Truppen erneut angreifen. Major Barton entschließt sich, Frank mit einer Nachricht direkt zu General Gardner zu schicken. Frank wird mit der Nachricht, den Angriff einzustellen, zurückgeschickt. Währenddessen sind die Leitungen wieder repariert, und Barton befiehlt den Angriff. Nur Sekunden später erreicht Frank die Stellung – Archy stirbt bei der dritten Angriffswelle.

## Hintergrund
Die an dieser Operation beteiligten ANZAC-Truppen beklagten 4000 Tote. Die Operation diente dazu, eine Landung von 120.000 britischen Soldaten zu verschleiern.
Für den Film wurden 400 männliche Reiter gebraucht. Da sich nur 200 meldeten, wurden die restlichen 200 von Frauen in Männeruniformen dargestellt. Die Produktionskosten betrugen 2.854.000 US-Dollar, das Einspielergebnis lag bei 11.740.000 Dollar.

## Musik
Bei der Titelmelodie, die auch mehrfach im Film zu hören ist, handelt es sich um das bekannte Adagio in g-Moll, das oft Tomaso Albinoni zugeschrieben wird, vermutlich jedoch vollständig von Remo Giazotto stammt.

## Kritiken
Für den film-dienst war Gallipoli „[e]in wichtiger, mit Ernst und ansehnlicher Qualität gestalteter Film, dem man allerdings die kommerziellen Absichten seiner beiden Produzenten ansieht“. Cinema nannte den Film ein „brillant fotografierte[s] und mitreißend gespielte[s] Epos“, das auf „die explizite Darstellung von Kriegsgräueln“ verzichtet habe. In den Mittelpunkt gerückt habe der australische Regisseur Peter Weir dafür „die herzzerreißende Chronik einer Jugendfreundschaft und das (historisch umstrittene) Porträt seiner Landsleute, die im Kugelhagel von Gallipoli ihre politische Unschuld verloren“. Das Fazit war: „Meisterhaft inszeniertes Antikriegsepos“. Von medienwissenschaftlicher Seite wurde betont, dem Film gehe es darum, „patriotische Gefühle einerseits und gleichzeitig anti-britische Gefühle zu schüren.“ Er stelle es so dar, „als seien die ebenso kampfstarken wie -willigen, von den Engländern freilich als undiszipliniert abqualifizierten Soldaten aus Down Under letztlich von den Briten gegen alle Vernunft und Menschlichkeit als bloßes strategisches Kanonenfutter verheizt worden.“
Von Historikern wurde der Film kritisiert. So erwecke er den Eindruck, dass die Briten die Australier einerseits als disziplinlose Soldaten wahrgenommen und andererseits diese für sich ins Feuer haben laufen lassen. Der australische Schriftsteller Les Carlyon wies auf die hohen Verluste der britischen Royal Welch Fusiliers in dieser Schlacht hin. Der Historiker R. R. James konstatierte, es gebe keine Quellen, die die angebliche Disziplinlosigkeit der Australier beweisen.

## Auszeichnungen
Der Film erhielt eine Golden-Globe-Nominierung in der Kategorie Bester ausländischer Film. Kameramann Russell Boyd wurde von der Australian Cinematographers Society als Kameramann des Jahres ausgezeichnet. Das US-amerikanische National Board of Review zählte Gallipoli zu den zehn besten Filmen von 1981. Die Australian Writers’ Guild kürte den Film mit dem Awgie Award zum besten Film des Jahres.
Das Australian Film Institute zeichnete den Film in den Kategorien Bester Film, Bester Regisseur, Bester Hauptdarsteller (Mel Gibson), Bester Nebendarsteller (Bill Hunter), Bestes Drehbuch, Beste Kamera, Bester Schnitt und Bester Ton aus. Weitere Nominierungen gab es in den Kategorien Bester Hauptdarsteller (Mark Lee), Bester Nebendarsteller (Bill Kerr), Bestes Szenenbild und Bestes Kostümdesign.

## Synchronisation
Die deutsche Synchronfassung entstand 1982 bei der Berliner Synchron GmbH unter der Synchronregie von Dietmar Behnke nach dem Dialogbuch von Hans Bernd Ebinger.
| Rolle         | Darsteller     | Synchronsprecher       |
| ------------- | -------------- | ---------------------- |
| Archy         | Mark Lee       | Hans-Jürgen Dittberner |
| Frank         | Mel Gibson     | Joachim Tennstedt      |
| Jack          | Bill Kerr      | Toni Herbert           |
| Les McCann    | Harold Hopkins | Ulrich Gressieker      |
| Billy         | Robert Grubb   | Wolfgang Condrus       |
| Barney        | Tim McKenzie   | Pierre Peters-Arnolds  |
| Snowy         | David Argue    | Uwe Paulsen            |
| Major Barton  | Bill Hunter    | Gerd Holtenau          |
| Lt. Gray      | Peter Ford     | Norbert Gescher        |
| Sgt. Sayers   | Geoff Parry    | Joachim Pukaß          |
| Col. Robinson | John Morris    | Jürgen Thormann        |